# Coventry (Rhode Island)
Coventry – miejscowość w Stanach Zjednoczonych, w stanie Rhode Island, w hrabstwie Kent.

## Religia
- Parafia Matki Boskiej Częstochowskiej